# Fear of God
Fear of God è il terzo album in studio del gruppo The Bats, pubblicato nel 1991 dalla Flying Nun Records.

## Tracce
Testi e musiche di The Bats/Robert Scott.
1. Boogey Man – 3:08
2. The Black and the Blue – 3:05
3. Dancing as the Boat Goes Down – 3:06
4. The Old Ones – 3:23
5. Hold All the Butter – 2:45
6. Fear of God – 3:00
7. It's A Lie – 2:48
8. Straight Image – 2:35
9. Watch the Walls – 4:18
10. You Know We Shouldn't – 2:13
11. Jetsam – 4:26
12. The Looming Past – 3:56

## Musicisti
- Paul Kean (basso)
- Malcolm Grant (batteria, percussioni)
- Robert Scott (voce, chitarra)
- Kaye Woodward (voce, chitarra)